# Marc-Antoine Charpentier
Marc-Antoine Charpentier (n. 1643, Paris - d. 24 februarie 1704, Paris) a fost un compozitor francez de muzică barocă.

## Viața
Charpantier a plecat în 1660 în Italia cu intenția de a studia pictura. Ajuns la Roma, a intrat sub influența lui Giacomo Carissimi, de la care a învățat arta compoziției. S-a reîntors la Paris în 1670.

## Lucrări
H. Wiley Hitchcocks a alcătuit un catalog tematic al operelor lui Marc-Antoine Charpentier , la care se referă litera H urmată de un număr. Datorită grijei cu care Charpentier și-a notat propriile compoziții, o mare parte din opera lui s-a păstrat până în ziua de azi. Ea cuprinde în jur de 550 de piese, în 28 de volume (4.000 de pagini).

#### Operă
- Les Amours d'Acis et de Galatée, pierdută (1678)
- Les Arts florissants, H 487 (1685-1686)
- La descente d'Orphée aux enfers, H 488 (1686-1687)
- Le Jugement de Pâris (1690)
- Philomèle, pierdută (1694)
- Médée, H 491 (1693-1694)
- David et Jonathas (1688)

#### Pastorale
- Actéon, H 481 (1684)
- La Couronne de fleurs, H 486 (1685)
- La Fête de Ruel, H 485 (1685)
- Il faut rire et chanter : dispute des bergers (1685)
- Le Retour du printemps
- Cupido perfido dentr'al mio cor
- Petite pastorale (Églogue) de bergers
- Amor vince ogni cosa
- Les Plaisirs de Versailles (1680)

#### Tragedii lirice
- Circé (1675)
- Andromède (1682)

#### Comedii
- Idylle sur le retour de la santé du roi (1686-1687)
- La Comtesse d'Escarbagnas (1672)
- Le Médecin malgré lui (1672)
- Le Fâcheux (1672)
- L'Inconnu (1675)
- Les Amours de Vénus et d'Adonis (1670)

#### Balete scrise pentruMolière
- Le Mariage forcé (1664)
- Le Malade imaginaire (1673)
- Le Sicilien (1679)

#### Interludii
- Le Triomphe des dames (1676)
- La Pierre philosophale (1681)
- Endymion (1681)

#### Piese instrumentale
- Préludes și Ouvertures
- Sonates
- Noëls pour 2 violons et orgue
- Messe pour plusieurs instruments au lieu des orgues (H 513)
- Noëls pour les instruments (H 531)
- Noëls sur les instruments (H 534)
- Concert pour quatre parties de violes (H 545)
- Marches pour les Trompettes (H 547)

#### Muzică sacră
- Messe á 8 voix et 8 violons et flûtes (H 3)
- Messe de Minuit pour Noël (H 9, cca. 1690)
- Missa Assumpta est Maria (H 11, 1698-1702)
- Litanies de la vierge (H 83, 1683-1685)
- Te Deum á 8 voix avec flûtes et violons (H 145)
- Te Deum (Charpentier) (H 146, cca. 1690 - tema muzicală introductivă a Eurovisiunii )
- Dixit Dominus (H. 204)
- Psalmus David 75us post septuagesimum. Notus in Judea (H 206)
- Domine Salvum Fac Regem (H 291)
- In honorem Sancti Ludovici Regis Galliae Canticum (H 365)
- Extremum Dei Judicium (H 401)
- Sacrificium Abrahae (H 402)
- Mors Saülis et Jonathæ (H 403)
- In Circumcisione Domini / Dialogus inter angelum et pastores (H 406)
- In nativitatem Domini canticum (H 416)
- In honorem Sancti Ludovici Regis Galliae (H 418)
- Noëls (3) (H 531 cca. 1680)
- Noëls pour les instruments (H 534, cca. 1690)